# 백반 (화학)

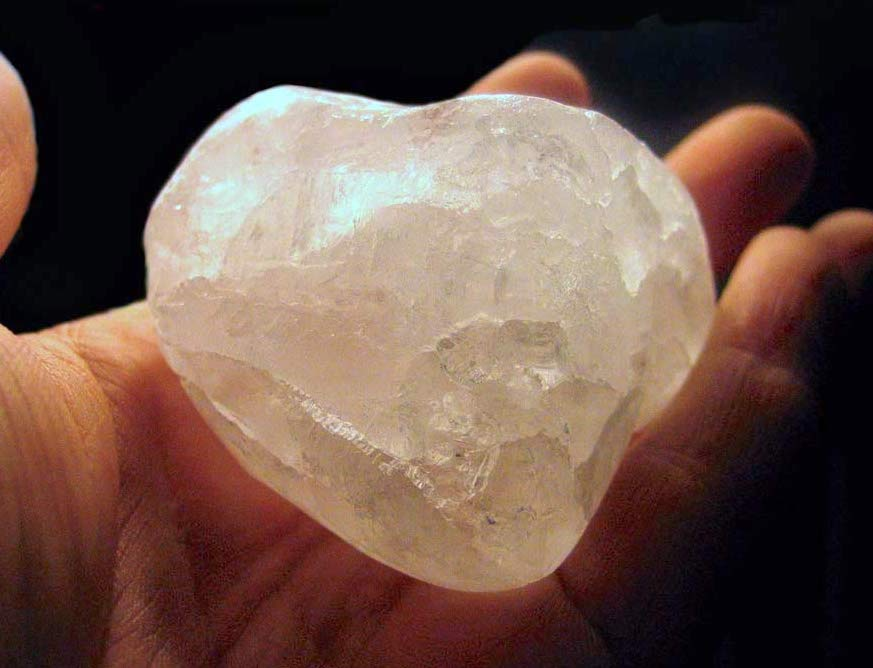
명반 덩어리.

명반(明礬, 영어: alum) 또는 백반(白礬)은 황산 알루미늄·알칼리 금속·암모늄 등 황산염과의 복염의 총칭이다. 복염의 결정을 만드는 두 개의 염이 일정한 비율로 구성되어 있다.
백반의 종류에는 칼륨 백반·암모늄백반·나트륨백반·칼륨크롬백반 등이 있다. 흰색의 정팔면체 결정이며 수용액은 미산성이다. 염색·방수·공업용으로 쓰인다.

## 용해도
온도 T의 물 용해도는 다음과 같다:
| T      | 암모늄백반 | 칼륨백반 | 루비듐백반 | 세슘백반 |
| ------ | ---------- | -------- | ---------- | -------- |
| 0 °C   | 2.62       | 3.90     | 0.71       | 0.19     |
| 10 °C  | 4.50       | 9.52     | 1.09       | 0.29     |
| 50 °C  | 15.9       | 44.11    | 4.98       | 1.235    |
| 80 °C  | 35.20      | 134.47   | 21.60      | 5.29     |
| 100 °C | 70.83      | 357.48   |            |          |

## 같이 보기
- 광물 목록

## 참고 자료
- 이 문서에는 다음커뮤니케이션(현 카카오)에서 GFDL 또는 CC-SA 라이선스로 배포한 글로벌 세계대백과사전의 내용을 기초로 작성된 글이 포함되어 있습니다.
- 본 문서에는 현재 퍼블릭 도메인에 속한 브리태니커 백과사전 제11판의 내용을 기초로 작성된 내용이 포함되어 있습니다.

1. ↑  Chisholm 1911, 767쪽.